# SMS Tilbury
Pour les articles homonymes, voir Tilbury (homonymie).
Tilbury était une marque française d'automobiles. Différentes entreprises ont assuré la production. La SMS Tilbury est un cabriolet, de style roadster anglais, créé par Yves Charles, modeleur en carrosserie à partir de 1976.

## Description
La base de ce modèle est une plateforme châssis-moteur de Renault 4 GTL sur laquelle est ajoutée une carrosserie en stratifié de polyester et fibre de verre. Les roadsters étaient aussi disponibles en kit à monter soi-même.

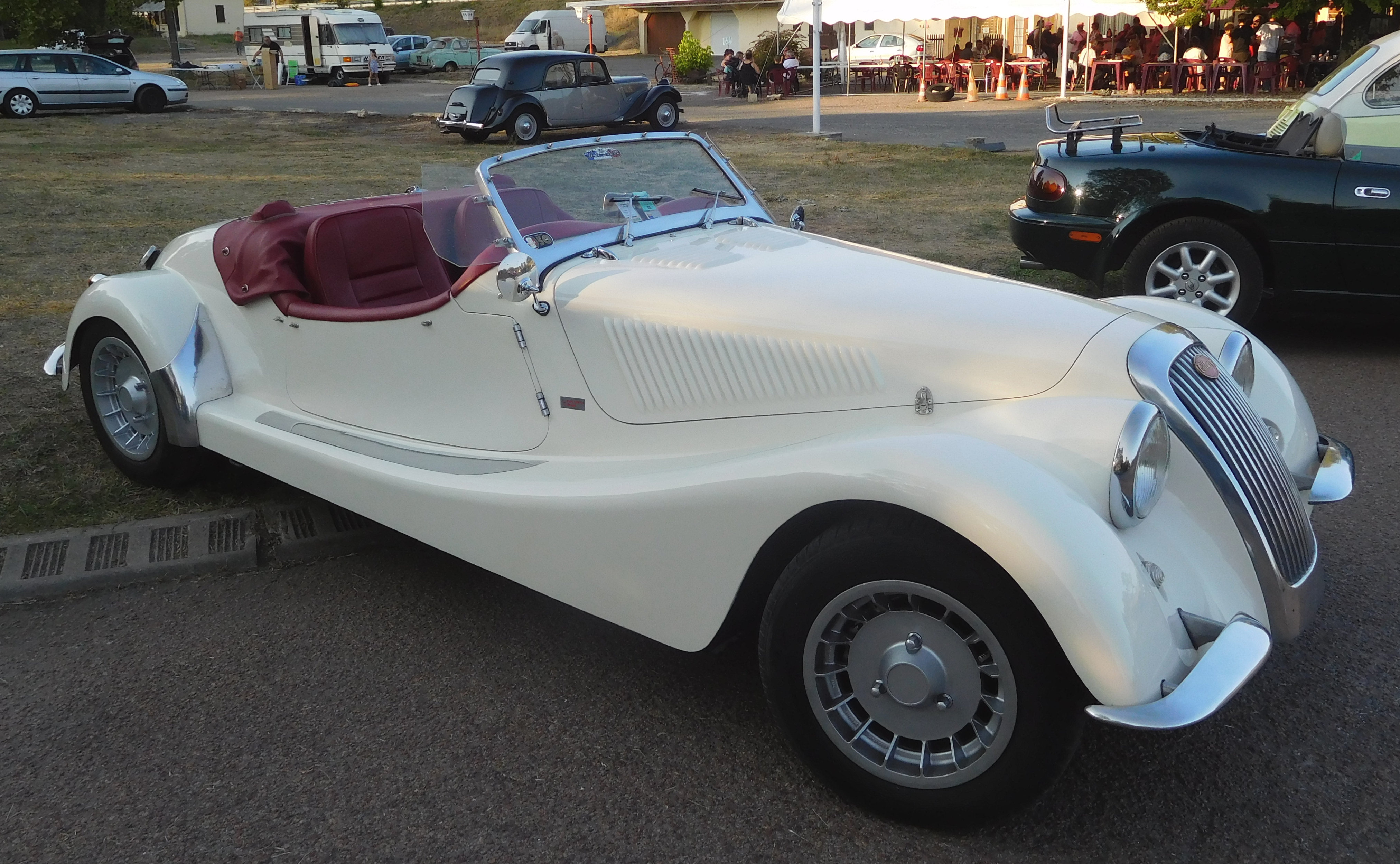
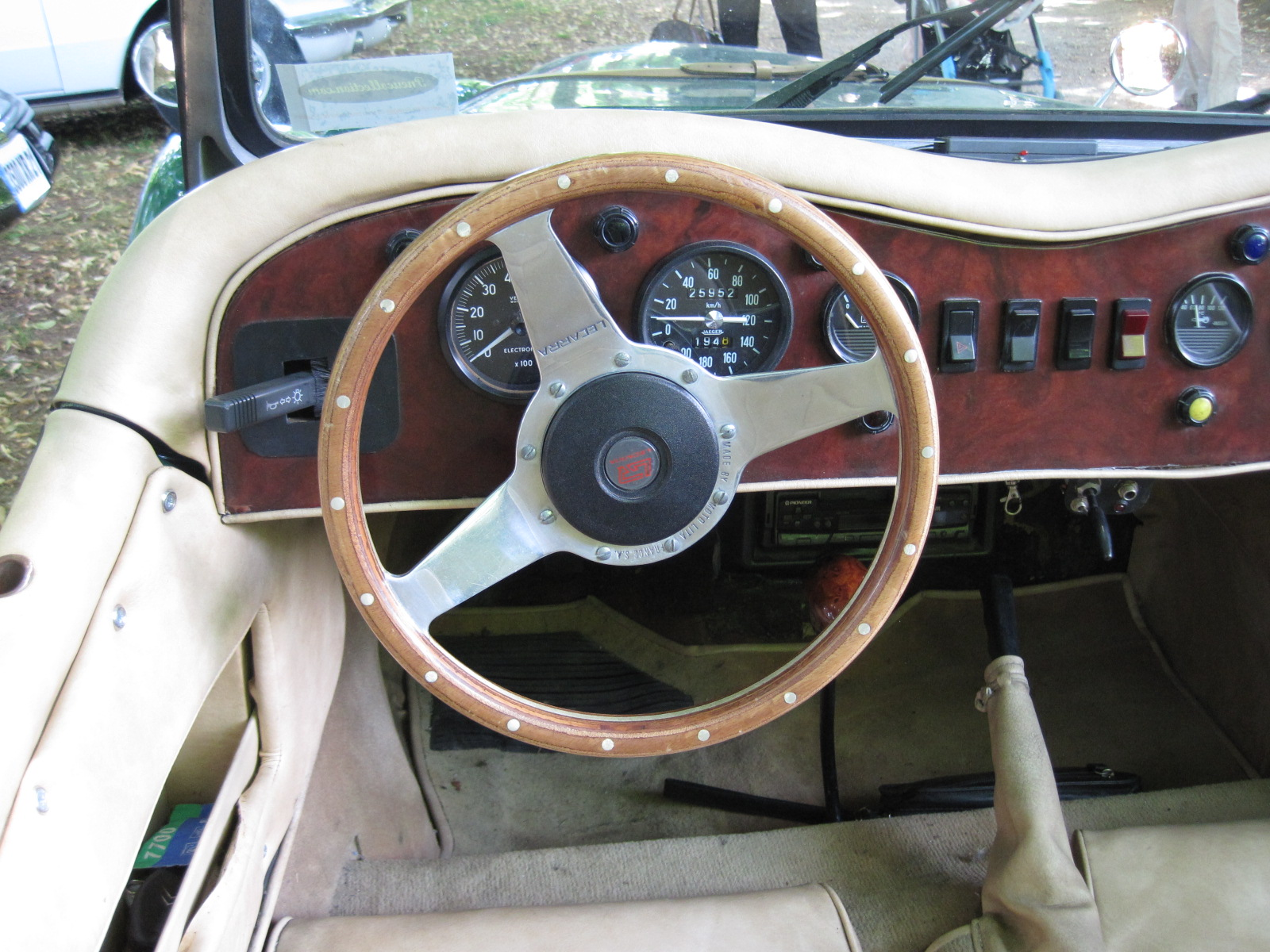
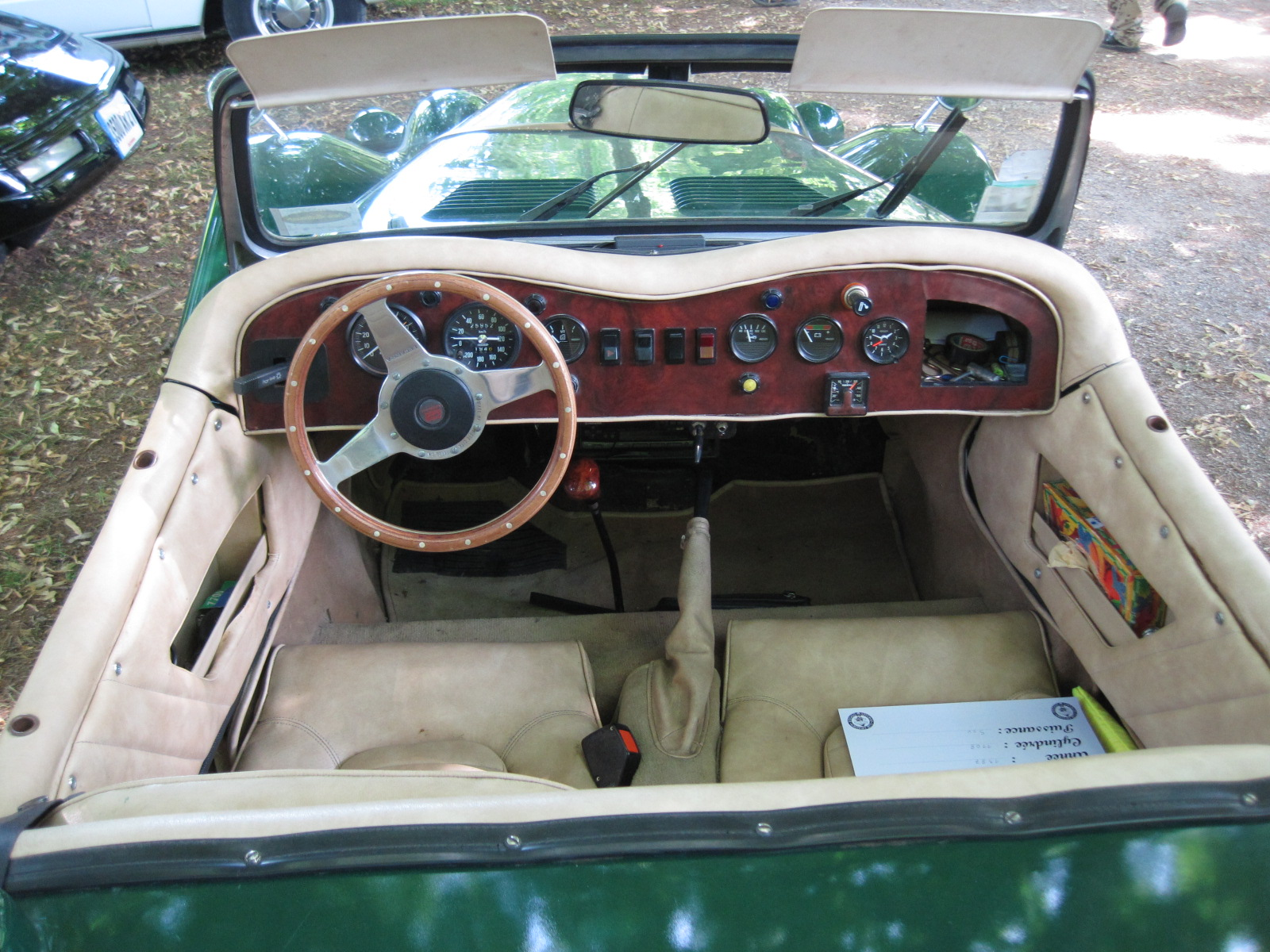

## Historique
12 février 1985 : les dessins et le modèle sont déposés. Le modèle est sous droit d'auteur.
Fin 1985 : création, par Michel Bonenfant, de la société Stylisme et Mécanique Sportive (SMS) à Cognières (Haute-Saône), spécifique à la Tilbury.
Début 1986 : démarrage de la production des roadsters de série, qui se poursuit jusqu'au début des années 2000.
2 juillet 1987 : le roadster est homologué par le service des mines.